# Harvey Shire
Harvey Shire är en kommun i Western Australia, Australien. Kommunen, som är belägen 140 kilometer söder om Perth, i regionen South West, har en yta på 1 728 kvadratkilometer, och en folkmängd, enligt 2011 års folkräkning, på 23 237. Huvudort är Harvey.
Övriga större orter i kommunen är Australind och Brunswick Junction. Inom kommunen ligger också Bunburys norra förorter.